# بکریک استودیوز

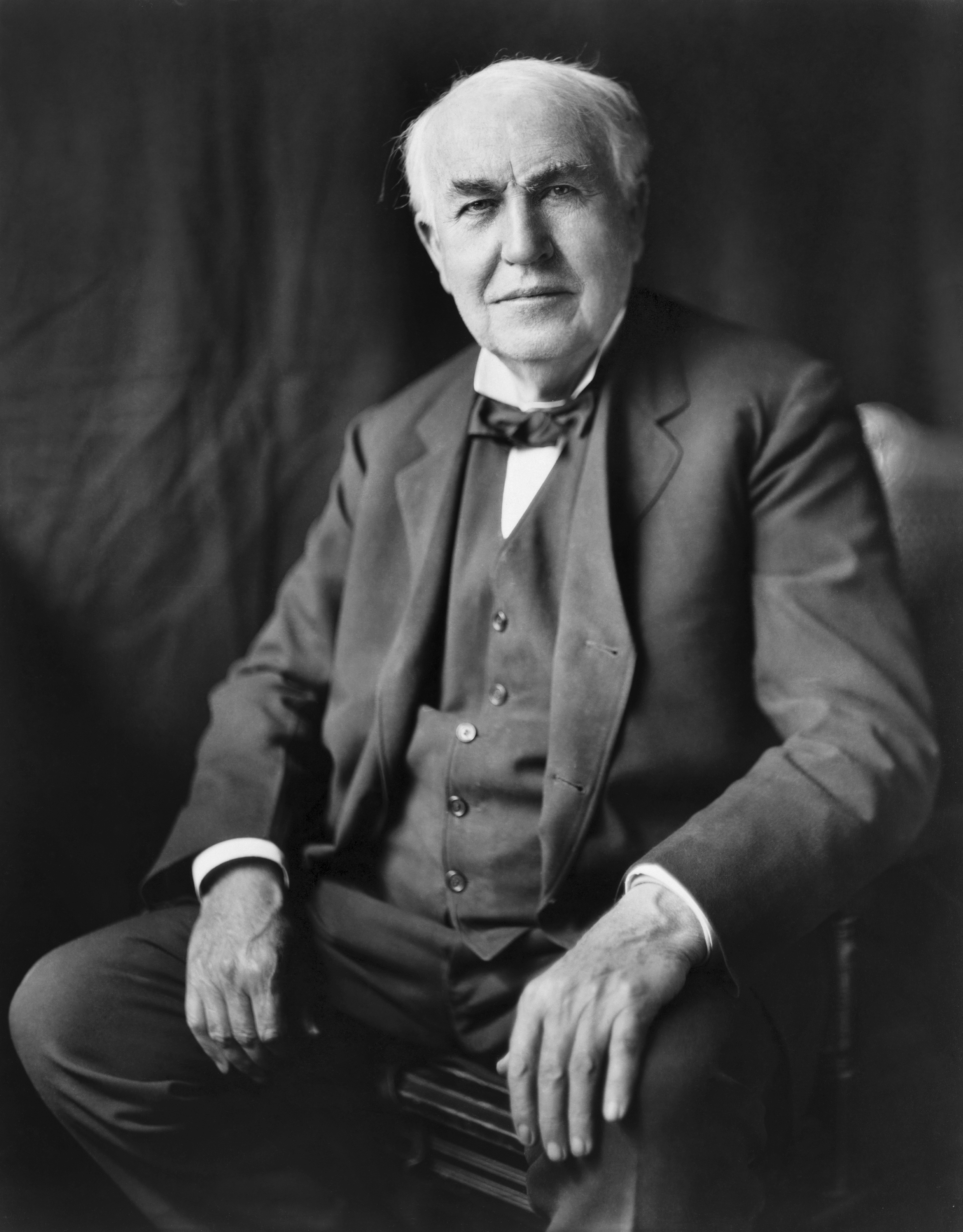
نسخه بازسازی شده پرتره توماس ادیسون در سال ۱۹۲۲ که توسط آتلیه بکریک گرفته شده است

بکریک استودیوز (انگلیسی: Bachrach Studios) یک آتلیه عکاسی آمریکایی است که بنظر می‌سد یکی از قدیمی‌ترین آتیله‌های عکاسی در جهان است.

## تاریخچه
بکریک استودیوز در بالتیمور در سال ۱۸۶۸ توسط دیوید باکراخ، جونیور تأسیس شد.
بنیانگذار آتلیه، دیوید بکریک، تنها عکاسی که از نطق گتیسبورگ آبراهام لینکلن عکس گرفت. این آتلیه از آن زمان تا کنون از تمامی سران دولت ایالات متحده عکس گرفته‌است. بنیانگذار آن هدف خود را گرفتن عکس از همه افراد مهمی که می‌توانست، قرار داده‌است. او به دنبال عکاسی از افراد برجسته ای مانند چارلز لیندبرگ و کالوین کولیج بود که توانست اجازه گرفته و عکس آنها را بگیرد. این آتلیه در ادامه پرتره‌هایی از آلبرت انیشتین، توماس ادیسون، هنری فورد، النور روزولت، داگلاس دابسون و محمد علی را گرفت و منتشر کرد.
در سال ۱۹۱۹، شرکت پل گیتینگز آتلیه بکریک را در تگزاس افتتاح و مدیریت کرد. آتلیه بکریک در چهل و هشت شهر و مکان در سراسر ایالات متحده در اوج خود شعبه داشت. در طی رکود بزرگ در آمریکا، بکریک شعبه‌ها را کم و کوچک‌ کرد و آتلیه‌های تگزاس را به آتلیه گیتینگ فروخت.
آتلیه بکریک از سال ۲۰۱۰ یک تجارت خانوادگی باقی مانده است.